# 天橋立ユースホステル
天橋立ユースホステル（あまのはしだてユースホステル）は、日本ユースホステル協会に加盟している京都府宮津市のユースホステル。

## 歴史
1963年開業。
2009年の映画「色即ぜねれいしょん」には、“隠岐島ユースホステル”として登場した。撮影のため描かれた壁画や玄関前看板はそのまま保存された。
2013年には天橋立がミシュランに掲載され、外国人観光客が急増した。この年、天橋立ユースホステルを利用した外国人は535人と前年より33%増加した。2016年4月からは「インターナショナルナイト」を月2回設定し、地元住民が外国人利用者と交流する機会を設けている。

## 設備
鉄筋コンクリート平屋建て。客室は8室で、和室と洋室がある。
- 駐車場あり
- 駐輪場あり
- 洗濯機あり
- 乾燥機あり
- 荷物預かりあり
- 英語による予約可
- 周辺にスポーツ施設あり
- 周辺に温泉あり
- レンタサイクルあり

## アクセス
- 京都丹後鉄道天橋立駅下車、フェリー12分一の宮下船、または丹海バス伊根方面行2 - 9系統20分 神社前下車 徒歩10分

## 周辺の観光施設
- 眞名井神社
- 籠神社
- 傘松公園
- 丹後国分寺跡